# Партитура
Упоредни музички преглед свих деоница једног музичког ансамбла, односно, начин да се у нотацији оне представе у једновременом току. Деонице се исписују на нотним (линијским) системима једна испод друге, у чему је кроз праксу устаљен уобичајени поредак (најчешће према висини, распону и регистру инструмента у оквиру групе) и групација (види слику).
Овај редослед, устаљен у класичној музици, јесте следећи:
- Дрвени дувачки инструменти, и то редом пиколо флауте, флауте (мада некада и обрнутим редом), обое, енглески рогови, кларинети, бас-кларинети, фаготи и контрафаготи. Ако у оркестру учествује и саксофон, он се пише између бас-кларинета и фагота.
- Лимени дувачки инструменти, односно, хорне, трубе, тромбони и тубе.
- Удараљке, и то најпре тимпани, а затим и остали ударачки инструменти.
- Остали инструменти међу којима је увек прва харфа, а затим и други који немају одређен редослед, али ако је клавир (одн. пијанино) део оркестра, он иде након харфе, а пре осталих, који могу бити, на пример, звона, ксилофон, челеста, гитара и други.
- Вокалне деонице ако постоје, пишу се на овом месту, и то најпре солистичке (ако их има), а затим хорске.
- Соло инструменти, у делима као што је Концерт за виолину и оркестар, Концерт за флауту, харфу и оркестар итд., ти солистички инструменти следе на овом месту. Ако их је више, ређају се као у целокупној партитури.
- Гудачки инструменти, којих је и највише, налазе се редоследом I виолине, затим II виолине, виоле, виолончела и контрабаси.

Ако се инструменти (нпр. прве виолине) деле у више група, онда се, ради прегледности, могу писати у више од једног гласа, али то најчешће није случај у целој партитури, већ само у појединим деловима. Тај случај се при дељењу означава са div. (скраћено од италијанског divisi), а када поново заједно свирају исту мелодију, обележава се са unis. (најчешће код гудача), а за мање бројне инструменте се мелодија обележава са а2, а3 ... (што означава да је свирају два, односно три инструмента). Ако само један инструмент групе свира мелодију, мелодија се обележава са solo. Ређи случај, који се јавља код савременијих композитора, јесте дељење мелодијске деонице према пултовима гудача, тако да се код Стравинског у балету „Посвећење пролећа“ може наћи да деоницу свирају 5., 6., 7. и 8. пулт првих виолина (четири пара, односно осам свирача). Овим композитор жели постићи просторни доживљај звука, јер се ови пултови најчешће налазе с крајње леве стране публике. Исто тако се може срести, такође код гудача, да композитор тражи да само половина одређених инструмената свира у том тренутку (нпр. половина виолина). Ово се обележава са la metà (ит. половина).
Деонице се у партитури штампају двојако:
- све се деонице пишу, чак и ако поједини инструменти и не свирају у датом тренутку. Овај начин је могућ у случајевима да су у питању мањи састави, односно мањи оркестри. Такође је чест у партитурама намењеним диригенту, због веће прегледности.
- пишу се само деонице инструмената (или гласова) који у том тренутку свирају (певају). У овом се случају препоручује да се на почетку композиције, или ако се она састоји из више делова, на почетку сваког дела (став, чин,...) напишу сви инструменти и гласови који учествују у том сегменту (нпр. види слику почетка партитуре из опере „Тигар“).

Примери партитура
- Ђ. Пучини „Турандот“ - музички интермецо између 1. и 2. слике II чина
- Петар Стојановић „Тигар“ - почетак увертире
- Мич Ли „Човек од Ла Манче“ - део увертире
- Франц Лехар и Ангел Шурев „Весела удовица“ - уводна музика